# FABARM FP6
Fabarm FP6 — боевой помповый дробовик, производимый итальянской оружейной компанией Fabbrica Bresciana Armi Sp.A. (FABARM) и продаваемый компанией Heckler & Koch. Предназначен для использования гражданскими лицами и правоохранительными органами.

## История
После разрыва деловых отношений с Benelli в 1998 году Heckler & Koch заменила всю свою линейку ружей на ружья производства FABARM. В линейке представлены охотничьи и спортивные ружья с вертикальным и горизонтальным расположением стволов, полуавтоматические самозарядные ружья и помповые ружья, в том числе молодежные модели. Для военных, правоохранительных органов и самообороны компания H&K выпустила четыре варианта модели FP6.

## Особенности конструкции
Фрезерованная ствольная коробка изготовлена из легкого сплава Ergal 55 и имеет резьбу для установки прицела . Три из четырех вариантов продаются с прикрепленной планкой Пикатинни для установки оптики или аксессуаров, а нижний передний край цевья также просверлен для установки дополнительной планки. За исключением модели с коротким стволом, ружья FABARM продаются со стволом Tribore, который представляет собой ствол с глубокими отверстиями и тремя отдельными внутренними профилями канала ствола. Начиная с патронника и нагнетательного конуса, канал ствола увеличен до 0,7401 дюйма, чтобы смягчить отдачу, в то время как второй профиль в середине ствола постепенно сужается до 0,7244 дюйма, чтобы имитировать профиль канала цилиндра для увеличения скорости. Последним каналом ствола является система чоков от FABARM, которая состоит из стандартного чока, за которым следует профиль цилиндра на дульном срезе, который служит для улучшения кулисы и распределения выстрелов. Дульная часть имеет резьбу для установки одного из пяти различных чоков или дульного тормоза/компенсатора. Некоторые модели продавались с вентилируемым кожухом ствола.
Особенности оружия включают хромированный спусковой крючок. Также имеется большая треугольная кнопка предохранителя. Ударно-спусковой механизм удерживается в ствольной коробке двумя штифтами, что делает снятие для очистки и обслуживания очень простым. Некоторые модели имеют откидную мушку (которая в закрытом состоянии служит низкопрофильным прицелом), в то время как другие имеют маленькие прицелы. Другие модели выпускались с прицелами с ночными мушкой и целиком .
Цевьё и приклад изготовлены из синтетического черного полимера, причём последний имеет затыльник из синтетического каучука, установленный на конце. Также была выпущена модель со складывающимся прикладом из толстой проволоки и пистолетной рукояткой. Модели доступны либо с черным анодированным защитным покрытием, либо с матовым покрытием, либо с отделкой из углеродного волокна .

## Аксессуары
Все ружья FP6 продаются с чоком для регулировки дульных сужений, инструкцией по эксплуатации и ударопрочным кейсом из твердого пластика вакуумной формовки. Дополнительные аксессуары, доступные от H&K, включают в себя ассортимент дульных сужений, дульных тормозов/компенсаторов, удлинителей магазина, пистолетных рукояток и складных прикладов. Для FP6 доступен адаптер, позволяющий использовать приклады Remington 870, такие как приклады BlackHawk и Knoxx.

## Варианты
H&K выпустила четыре варианта FP6.
- Стандартный FP6 (H&K 40621HS) с 20-дюймовым стволом Tribore, черной защитной отделкой, перфорированным теплозащитным экраном, небольшим передним прицелом, фиксированным синтетическим прикладом и закругленным цевьем.
- Модель с отделкой из углеродного волокна (H&K 40621CF) с 20-дюймовым стволом Tribore, без теплозащитного экрана, планкой Пикатинни на ствольную коробку, небольшой мушкой, фиксированным синтетическим прикладом и закругленным цевьем.
- Модель со складным прикладом и пистолетной рукояткой, 20-дюймовым стволом Tribore, без теплозащитного экрана, планкой Пикатинни на ствольной коробки и большим откидывающимся прицелом.
- Тактическая короткоствольная модель FP6 Entry (H&K 40621T) с 14-дюймовым стволом, матовой отделкой, перфорированным теплозащитным экраном, планкой Пикатинни на ствольную коробку, большим откидным прицелом, фиксированным синтетическим прикладом и профилированным цевьем. Этот вариант имеет общую длину 33,75 дюйма и регулируется Национальным законом об огнестрельном оружии как огнестрельное оружие II Раздела в Соединенных Штатах.

## Страны-эксплуатанты
- Франция — Национальная жандармерия[5]
- Германия — GSG 9, пришёл на замену Remington Model 870P
- Италия
- Япония
- Малайзия[6][7]
- США

## Использованная литература
- Fortier, David M. «Italian alley sweeper: pumping lead with the Fabarm FP6», Guns Magazine, August 2003.
- Gangarosa, Gene Jr., (2001). Heckler & Koch—Armorers of the Free World. Stoeger Publishing, Maryland. ISBN 0-88317-229-1.
- Ramage, Ken. (2008). Gun Digest 2008. Krause Publications. p. 419.